# Sune Malmquist

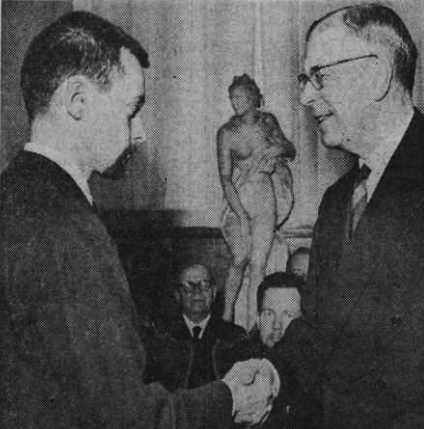
Sune Malmquist mottar medalj ur kungens hand för prisämnet i stadsplanekonst vid arkitekturskolan (1960).

Sune Bertil Malmquist, född 13 juni 1932 i Stockholm, död 6 januari 2024, var en svensk arkitekt.

## Liv och verk
Redan som tolvåring bestämde sig Sune Malmquist för att bli arkitekt. Sin utbildning fick han vid KTH i Stockholm, där han tog examen 1955. Han studerade även vid Konsthögskolans arkitekturskola. Åren 1955–1959 var han anställd hos arkitekten Rolf Hagstrand. 
År 1962 startade han tillsammans med Lennart Skoogh arkitektfirman Malmquist & Skoogh. 1986 gick Malmqvists hustru Hervor von Arndt in som delägare, när Skoogh lämnade företaget två år senare fick firman heta Arndt & Malmquist.
På uppdrag av fastighetskontoret i Stockholm genomförde Malmquist 1969 en inventering av stadens bebyggelse. Under åren 1965 till 1977 arbetade han med Gallerian vid Hamngatan. Till hans tidiga arbeten hör även hotellet Sergel Plaza som uppfördes 1969–1971. Efter de tidiga projekten i modernistiska och postmodernistiska arkitekturstilar började Malmquist från 1970-talet att använda sig av äldre stilar och klassiska detaljer som formspråk. I kvarteret Astraea fick han i uppdrag att anpassa en ny byggnad till 1800-talsbebyggelsen. Invändigt ritade Malmquist en modern bostadsbyggnad. Fasaden utformades istället enligt ett kompositionsmönster med kolossalpilastrar som ansluter till omgivningen, något som var nytt och oprövat vid denna tid. Byggnadsnämnden som krävt anpassningen tvekade först, och i debatten kritiserades det som pastisch. Fler byggnader med anspelningar på äldre formspråk så som 1920-talsklassicismen följde snart. Kvarteret Oxkärran 1 vid Oxtorgsgatan i centrala Stockholm uppfört 1992–1996 är ett bra exempel härför. Allmänheten uppskattade denna arkitektur medan fackfolk talade nedlåtande om pastisch. Malmquist fortsatte med byggnader i denna stil på bland annat Tranebergs strand (1994) och Alviks torg (1998). Han var även ansvarig för ett antal större renoveringar som exempelvis Münchenbryggeriet, Mariahissen, Centralbadet, Sturegallerian och Norstedtshuset. Bland hans senare arbeten kan nämnas Kvarteret Loka Brunn i Vasastan som han ritade tillsammans med Caspar von Vegesack och som färdigställdes 2009.

## Verk i urval

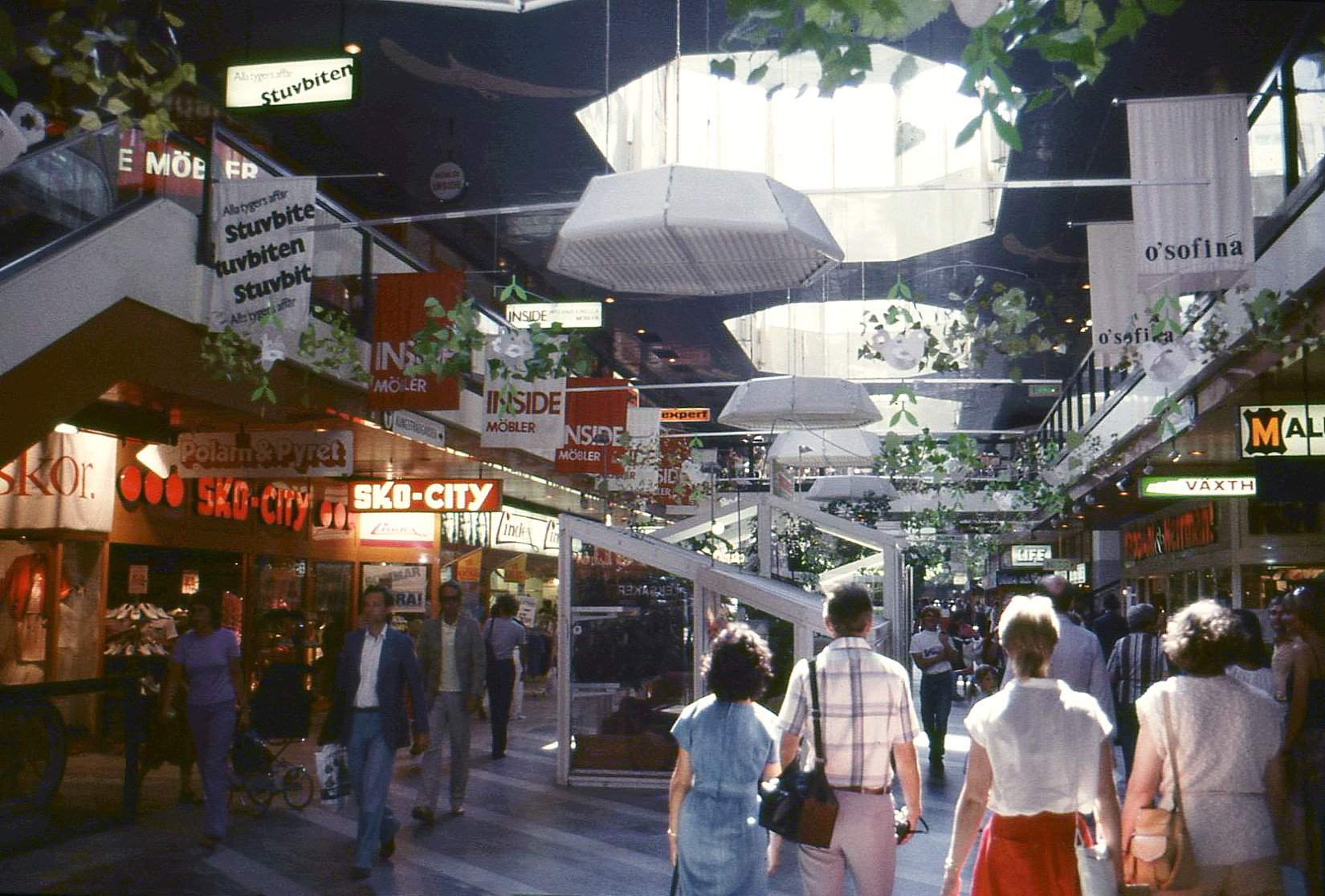
Gallerian (innan ombyggnaden)
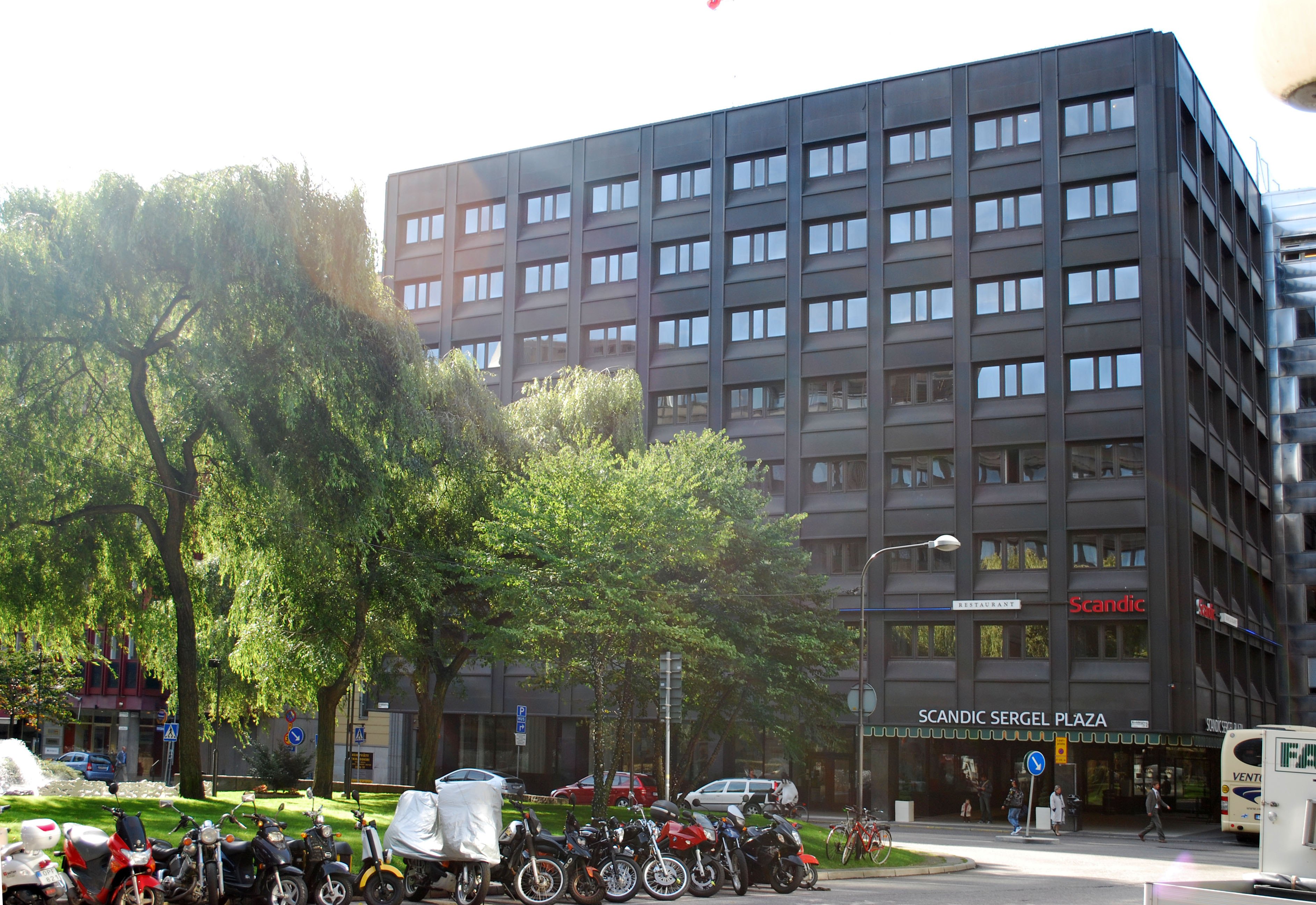
Sergel Plaza
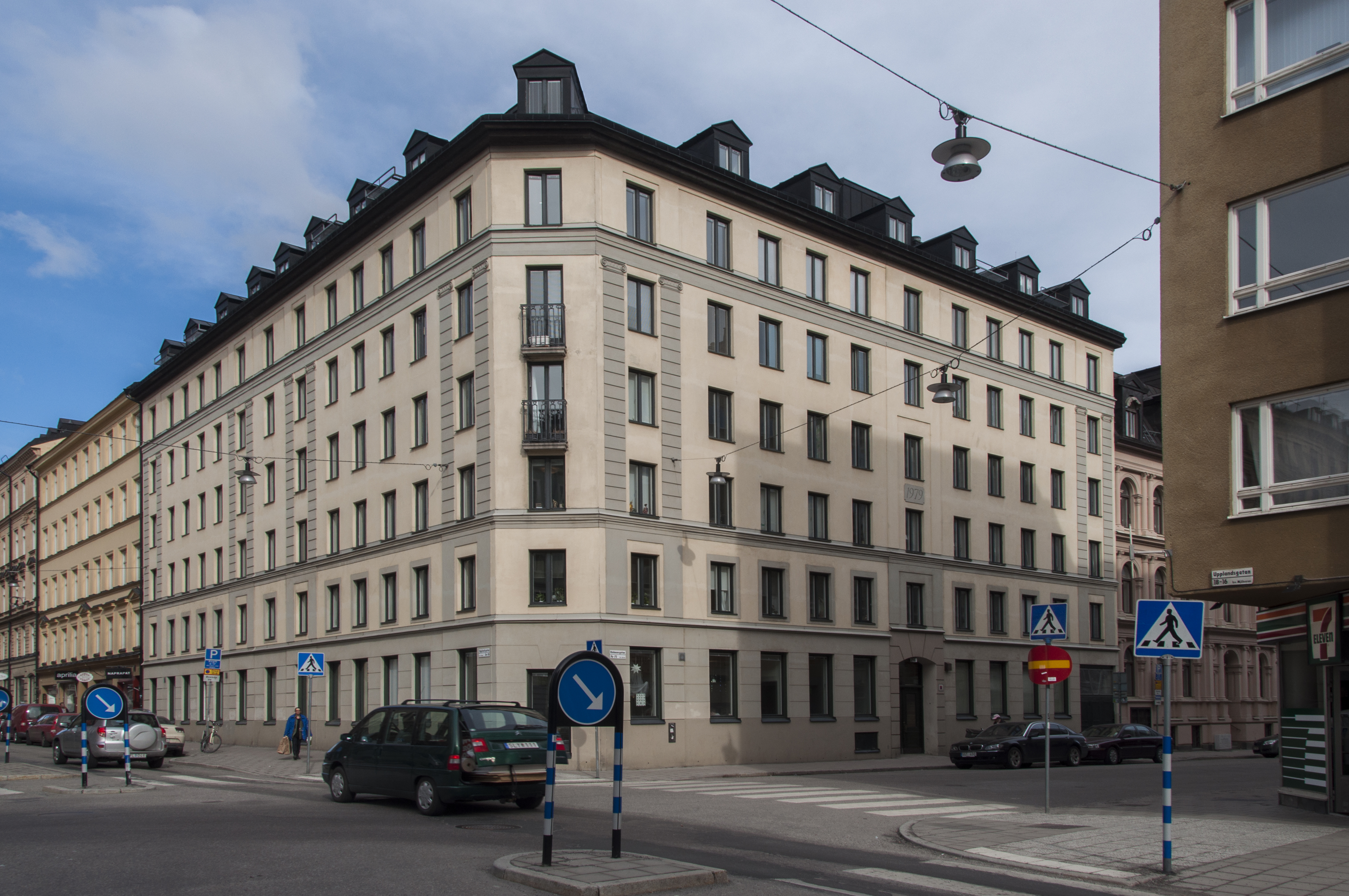
Astraea 14
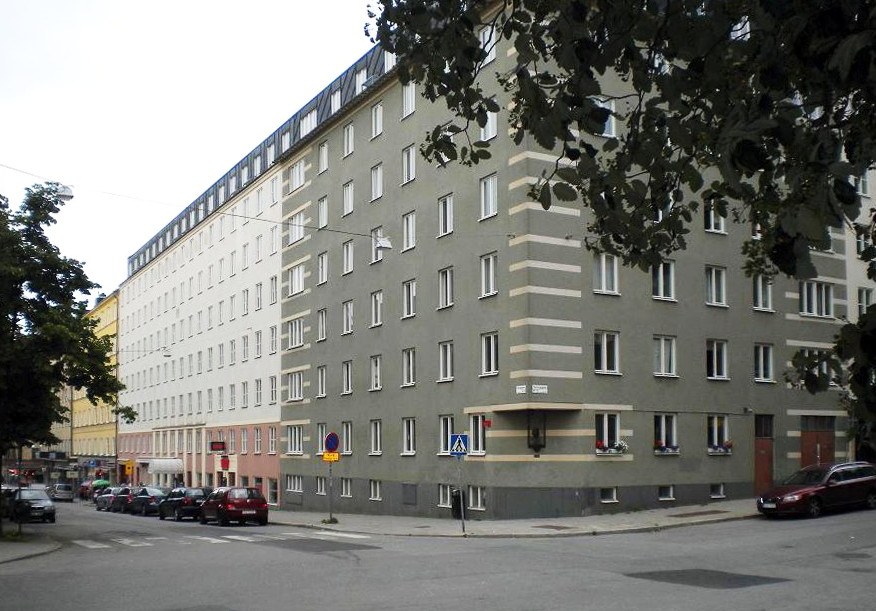
Garbohuset
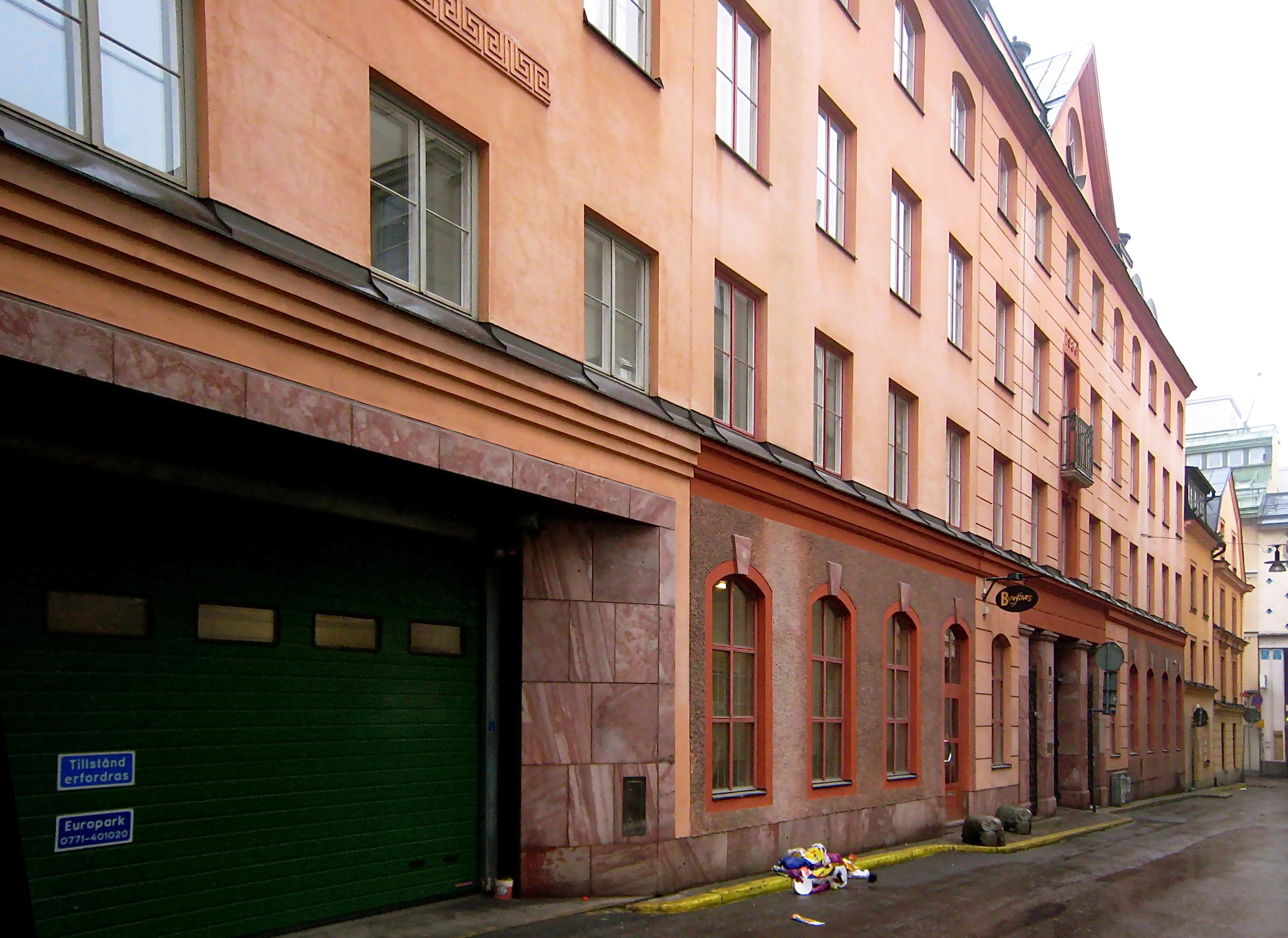
Bryggaren 16
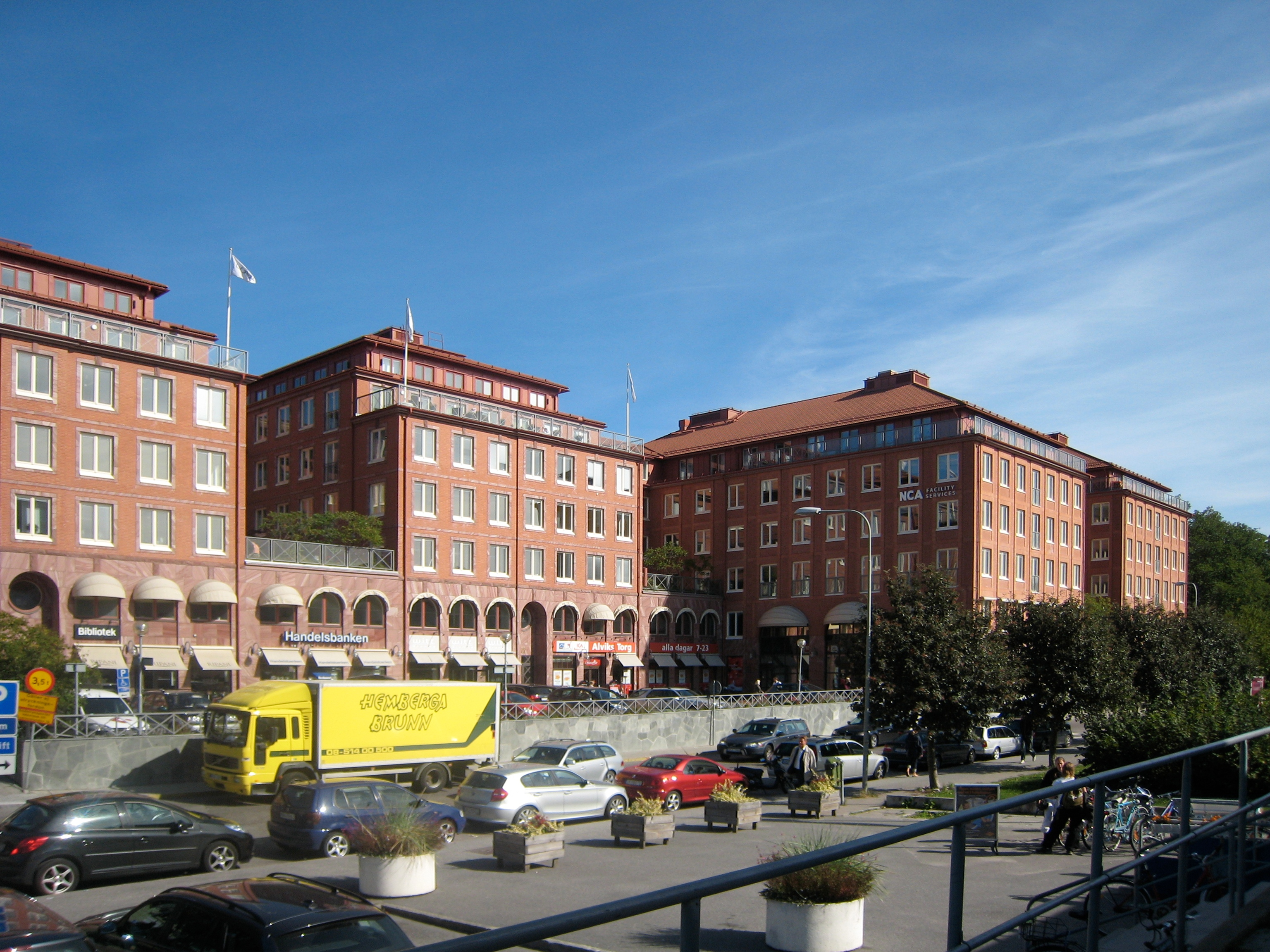
Alviks torg mot öster
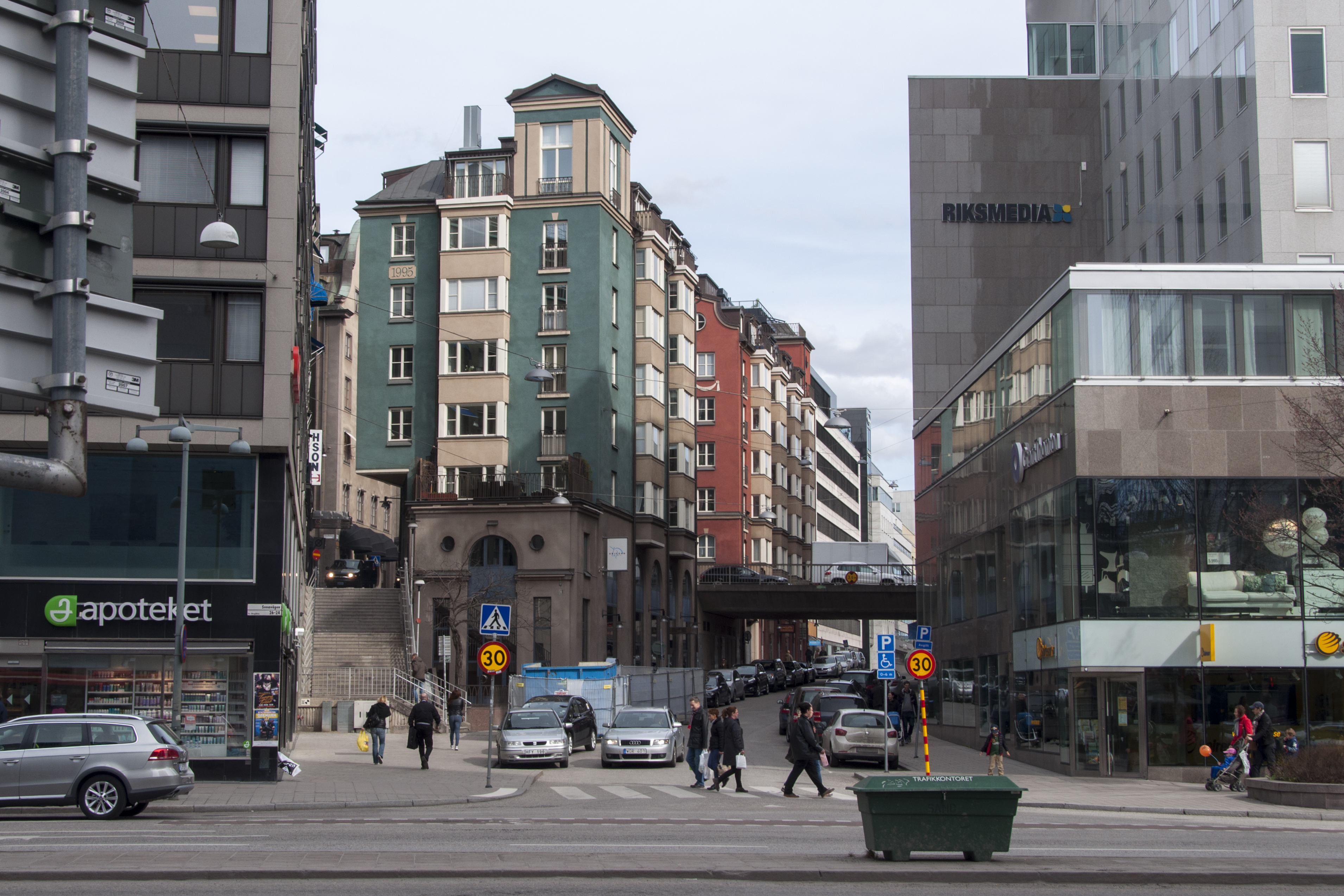
Hus vid Oxtorgsgatan
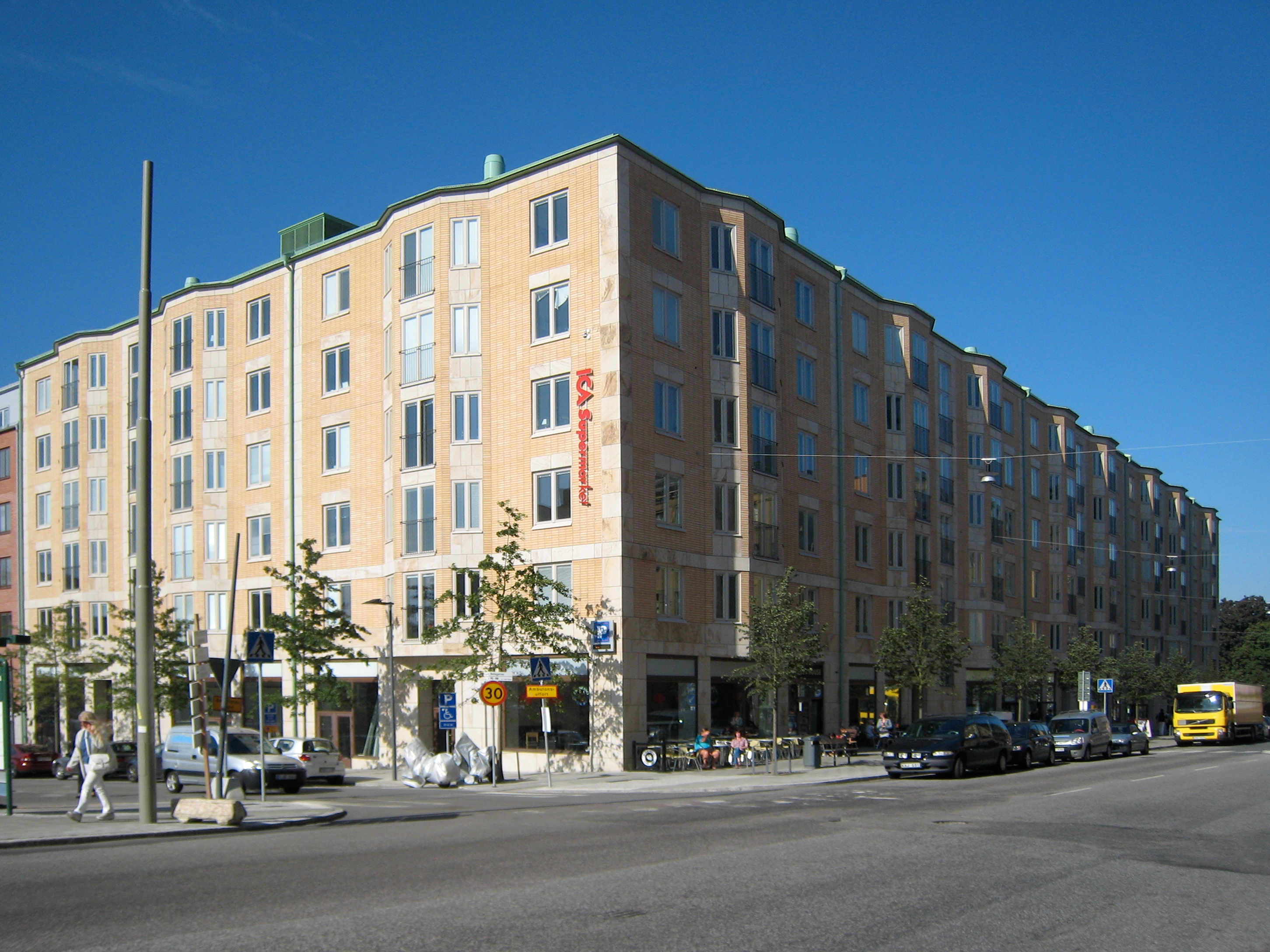
Loka Brunn sett från Dalagatan.
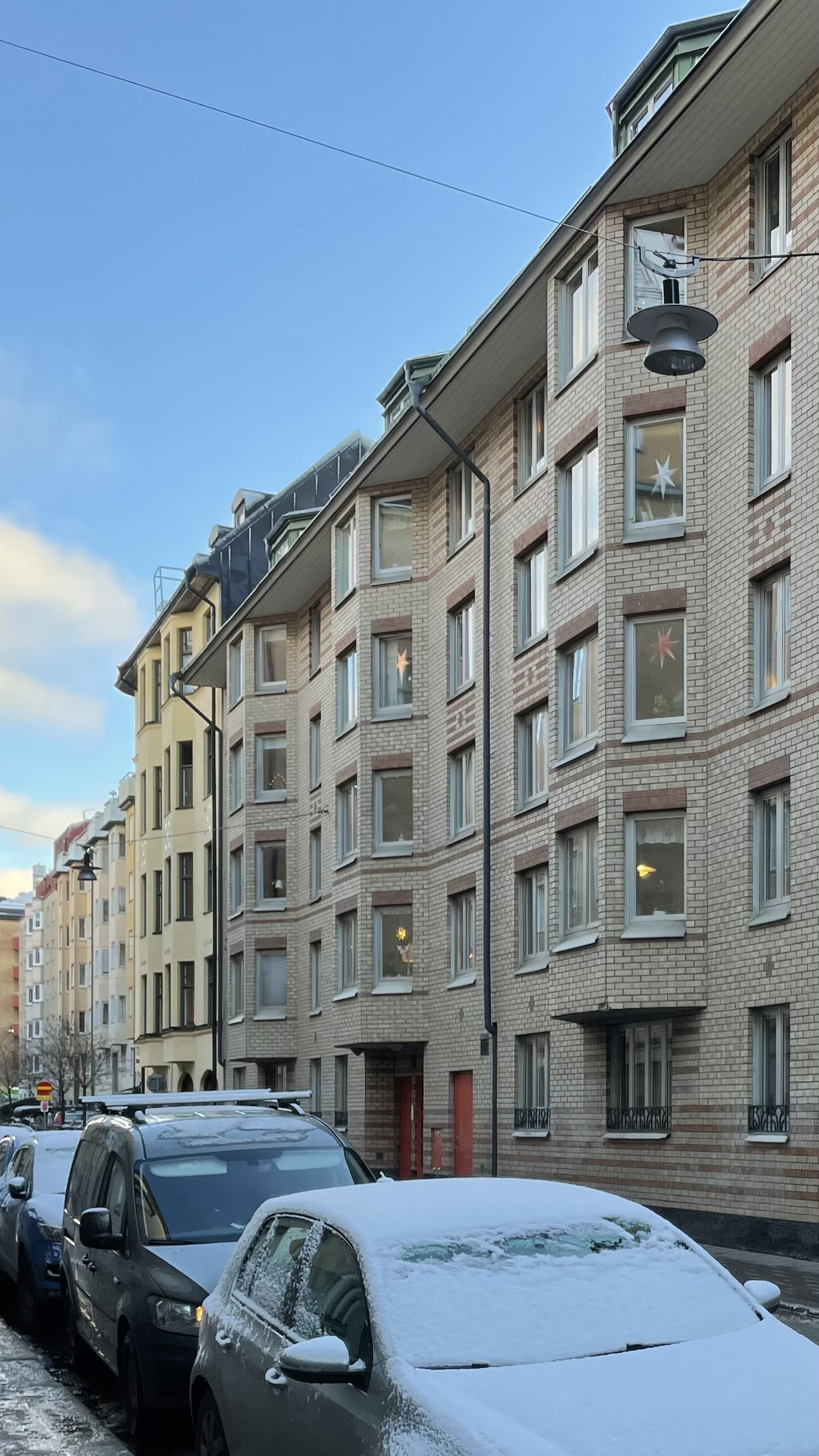
Dagakarlen 38, Kocksgatan 30
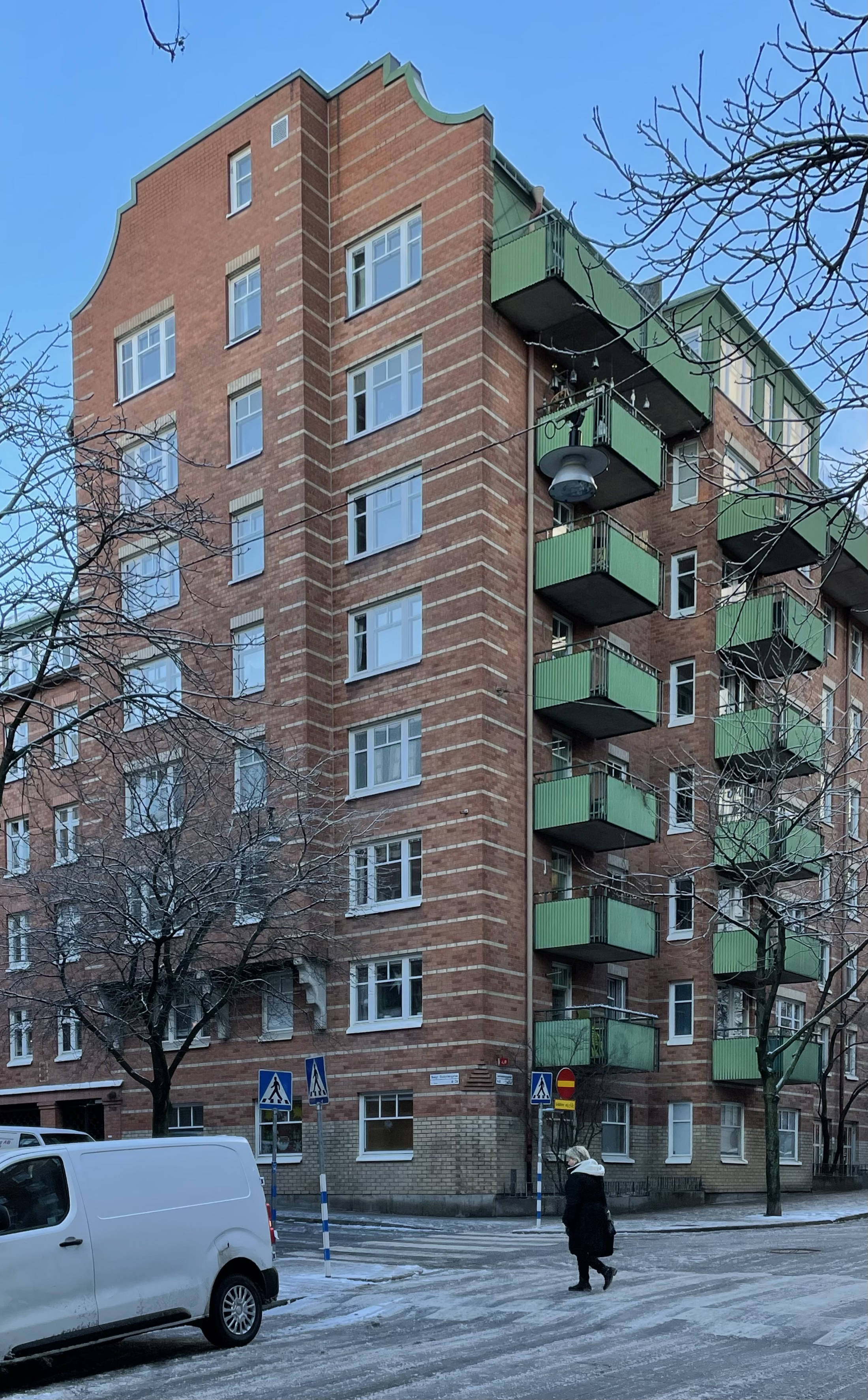
Swedenborgsgatan 15, Dykärret Mindre 9
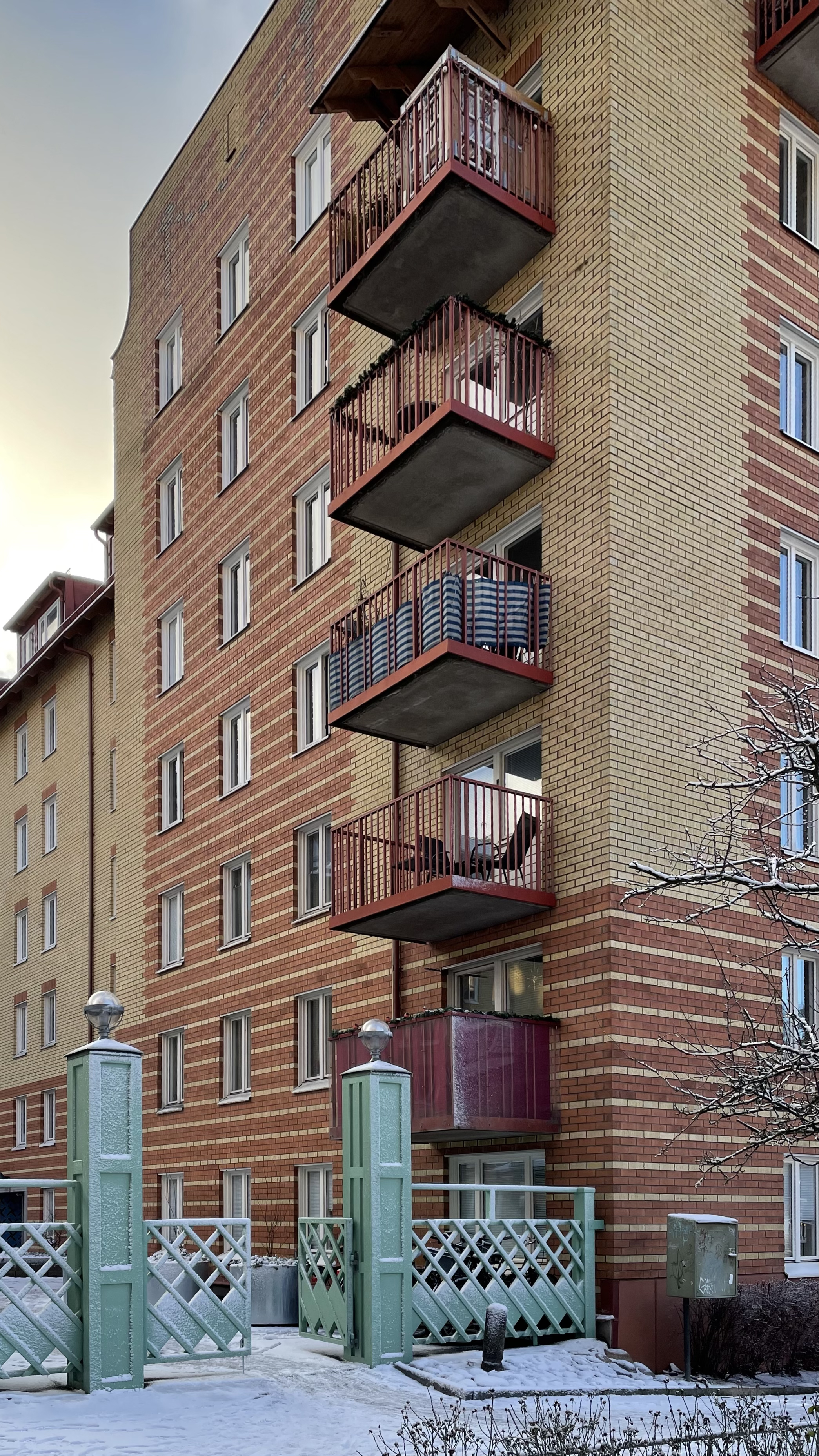
Haren 1, Ringvägen 7-11
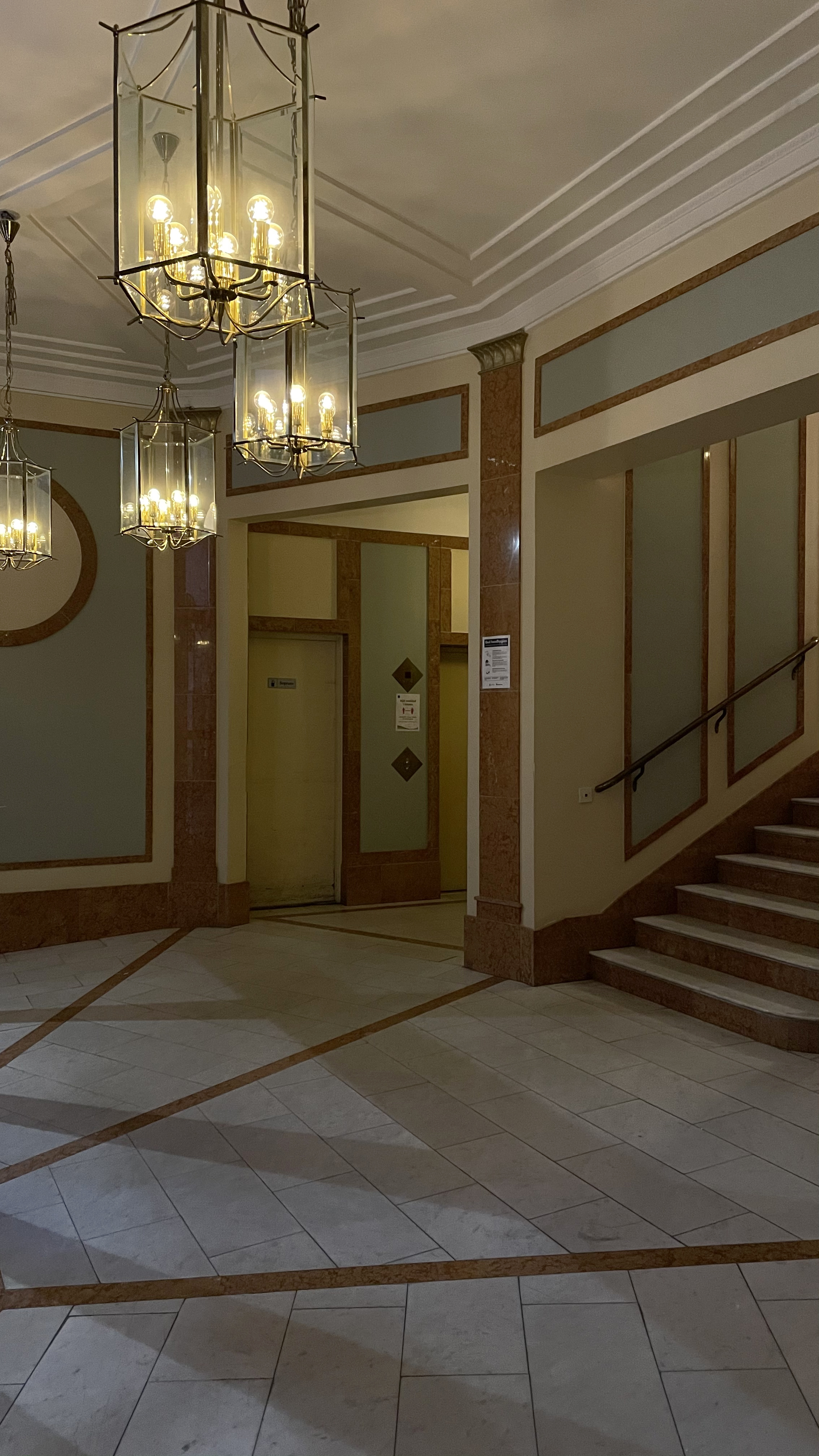
Interiör Bryggaren 16, Apelbergsgatan 57
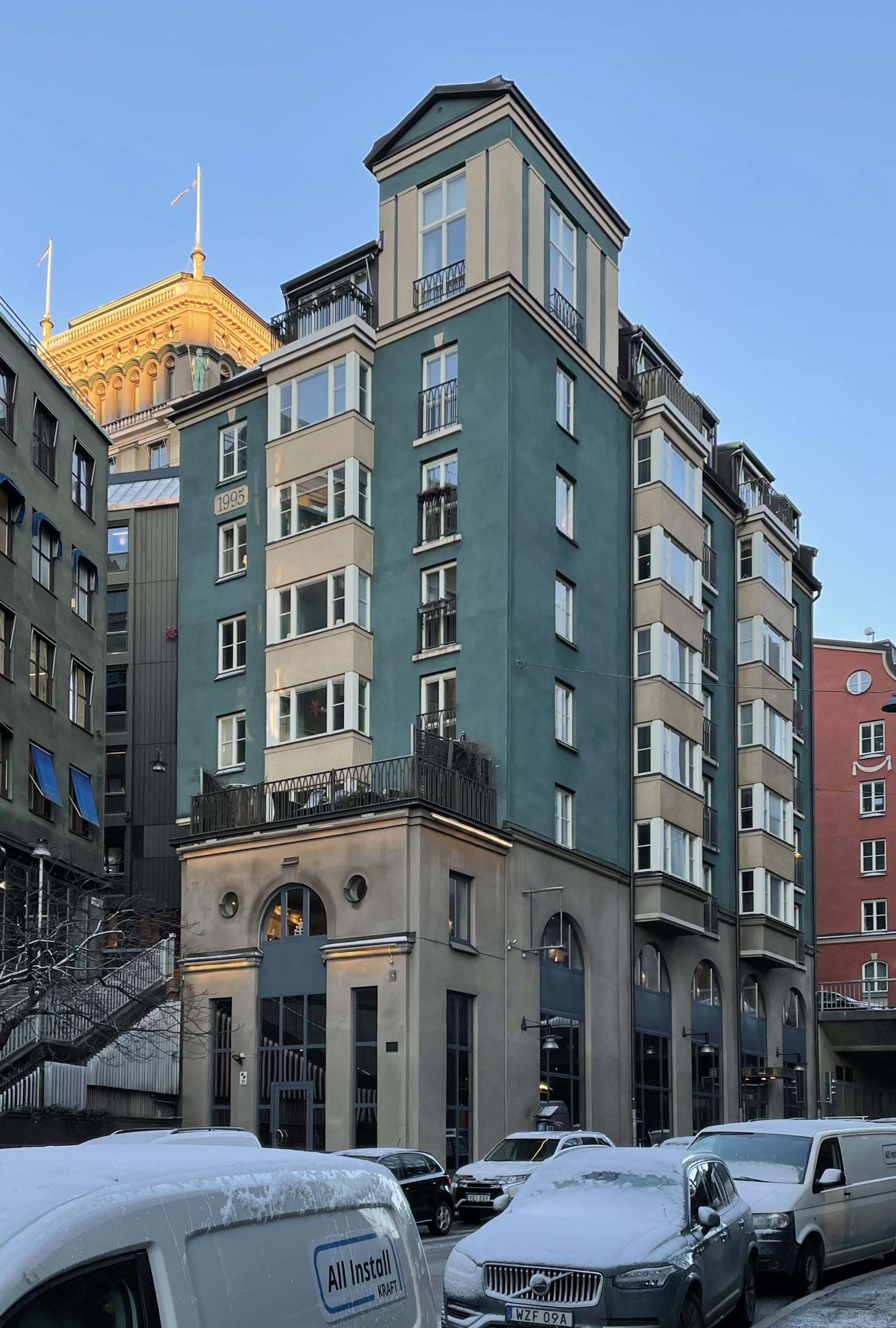
Oxkärran 1, Oxtorget
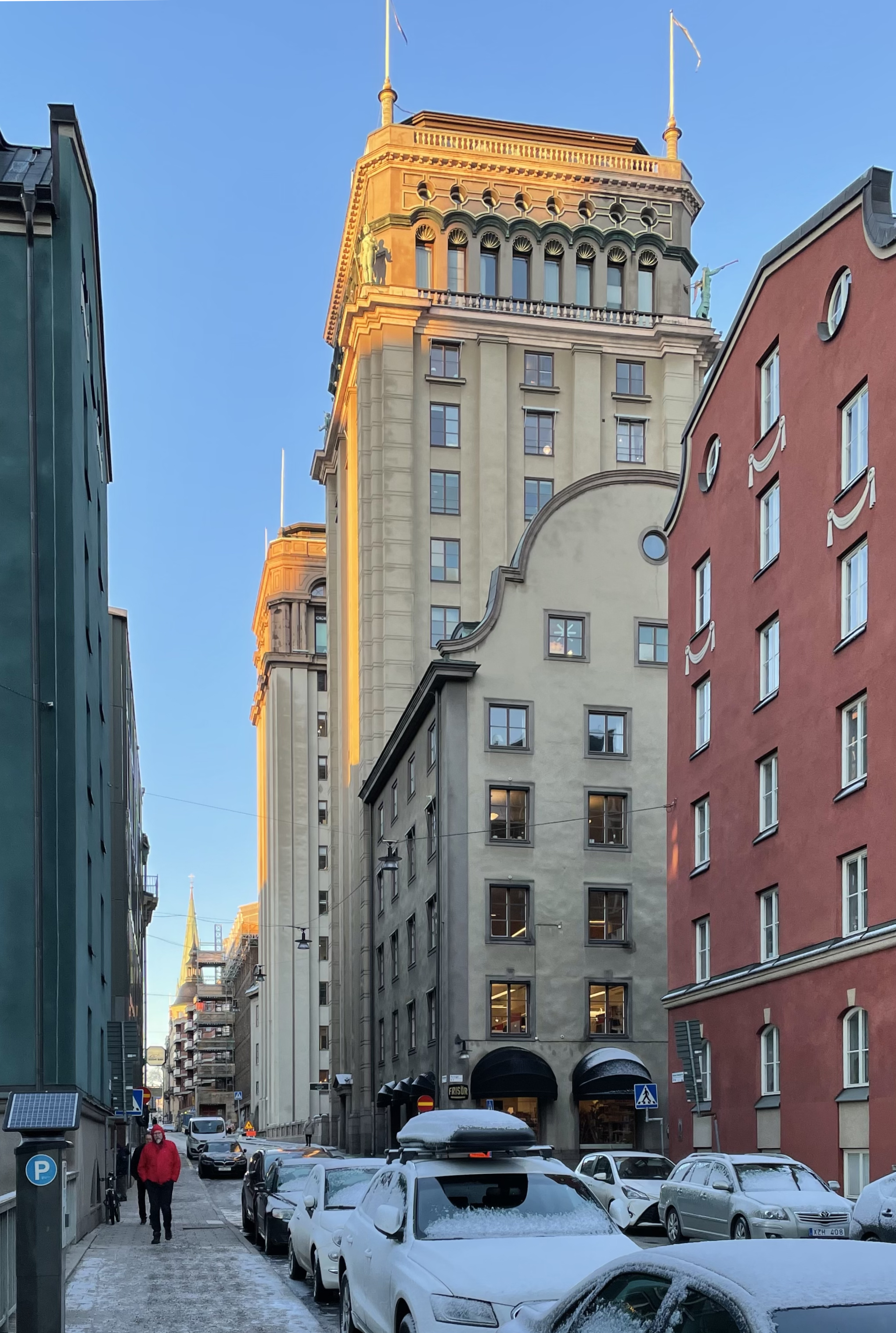
Oxkärran 1, Oxtorget
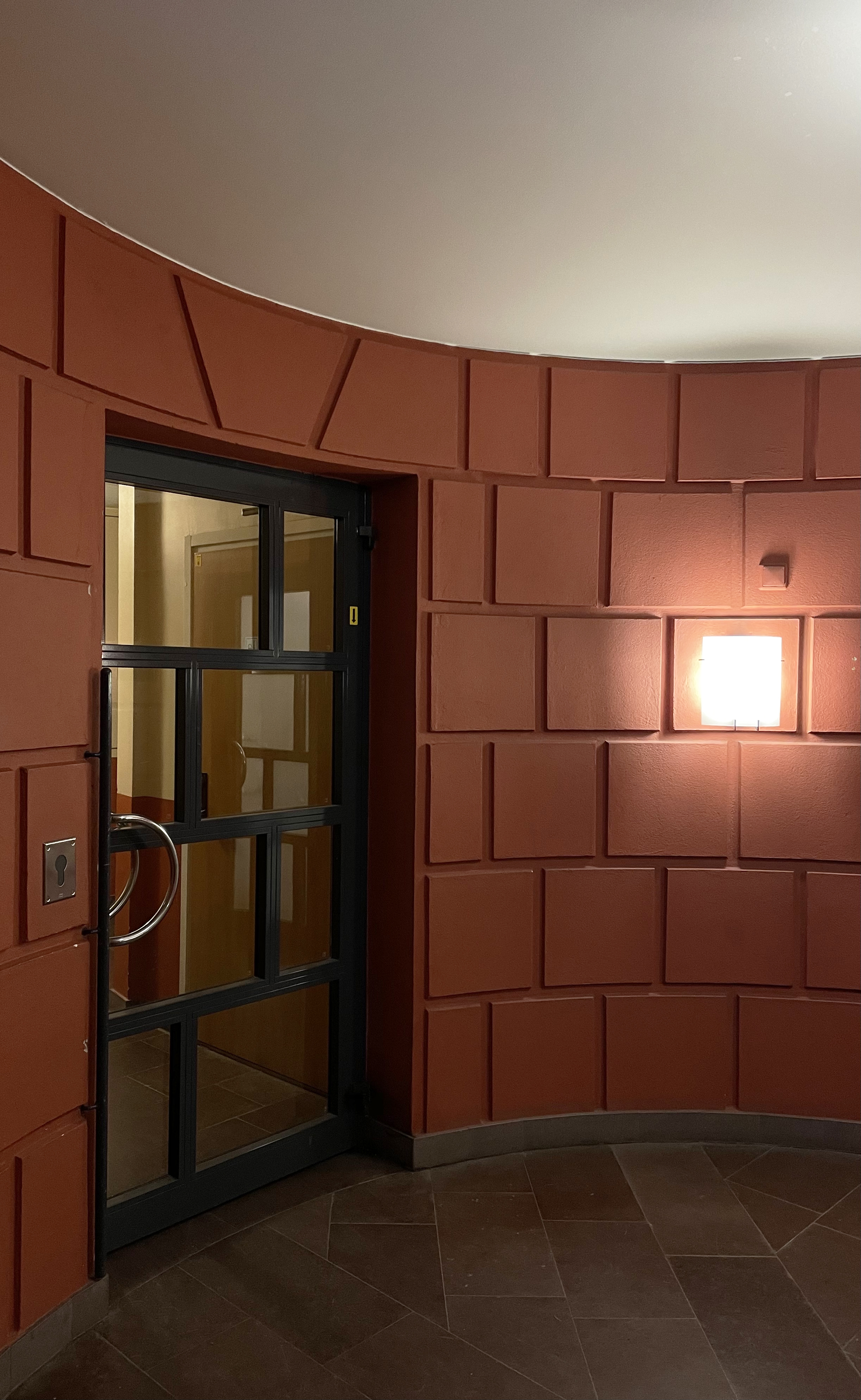
Oxkärran 1, Oxtorget
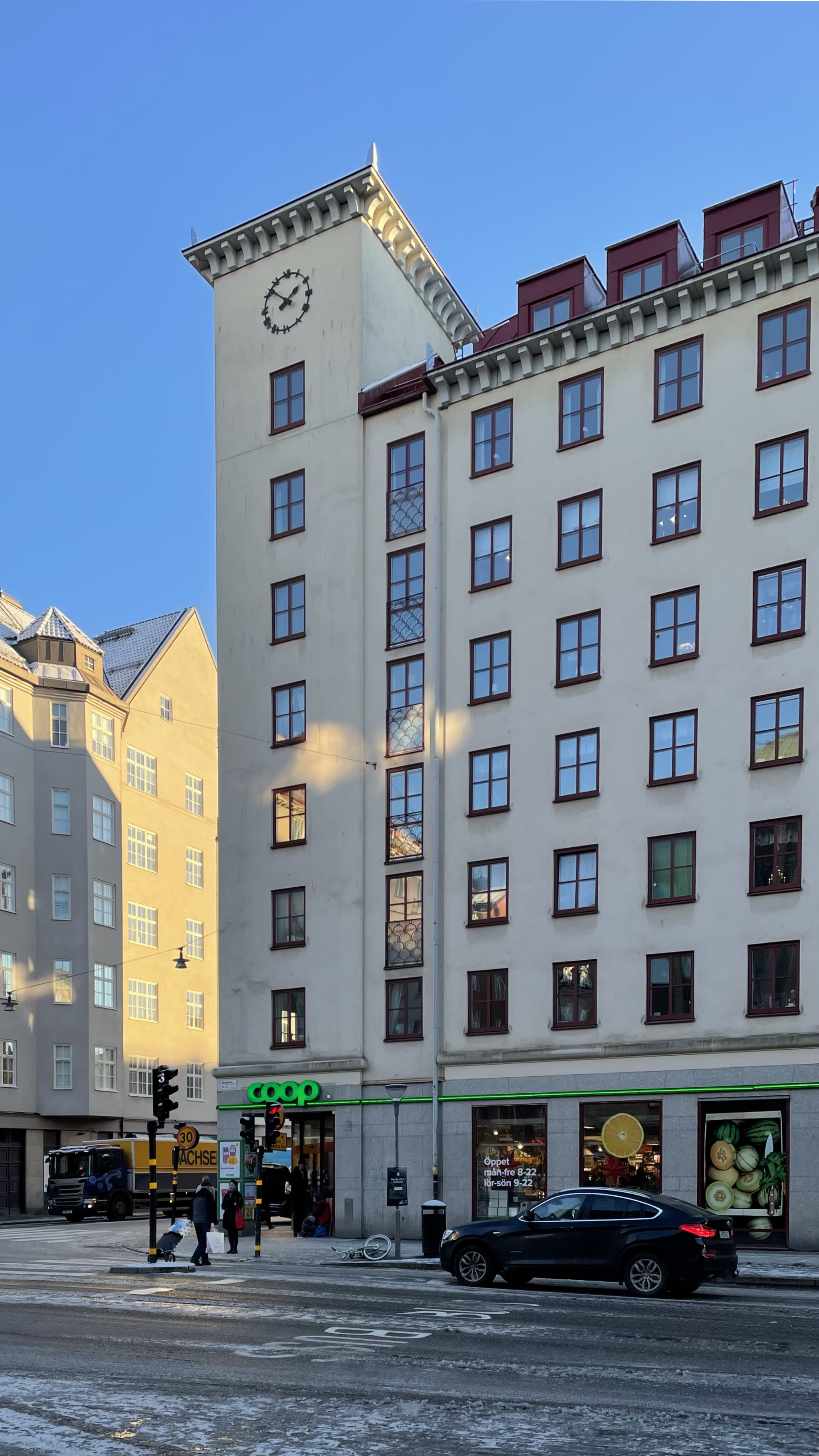
Roslagen 4, Odengatan 31
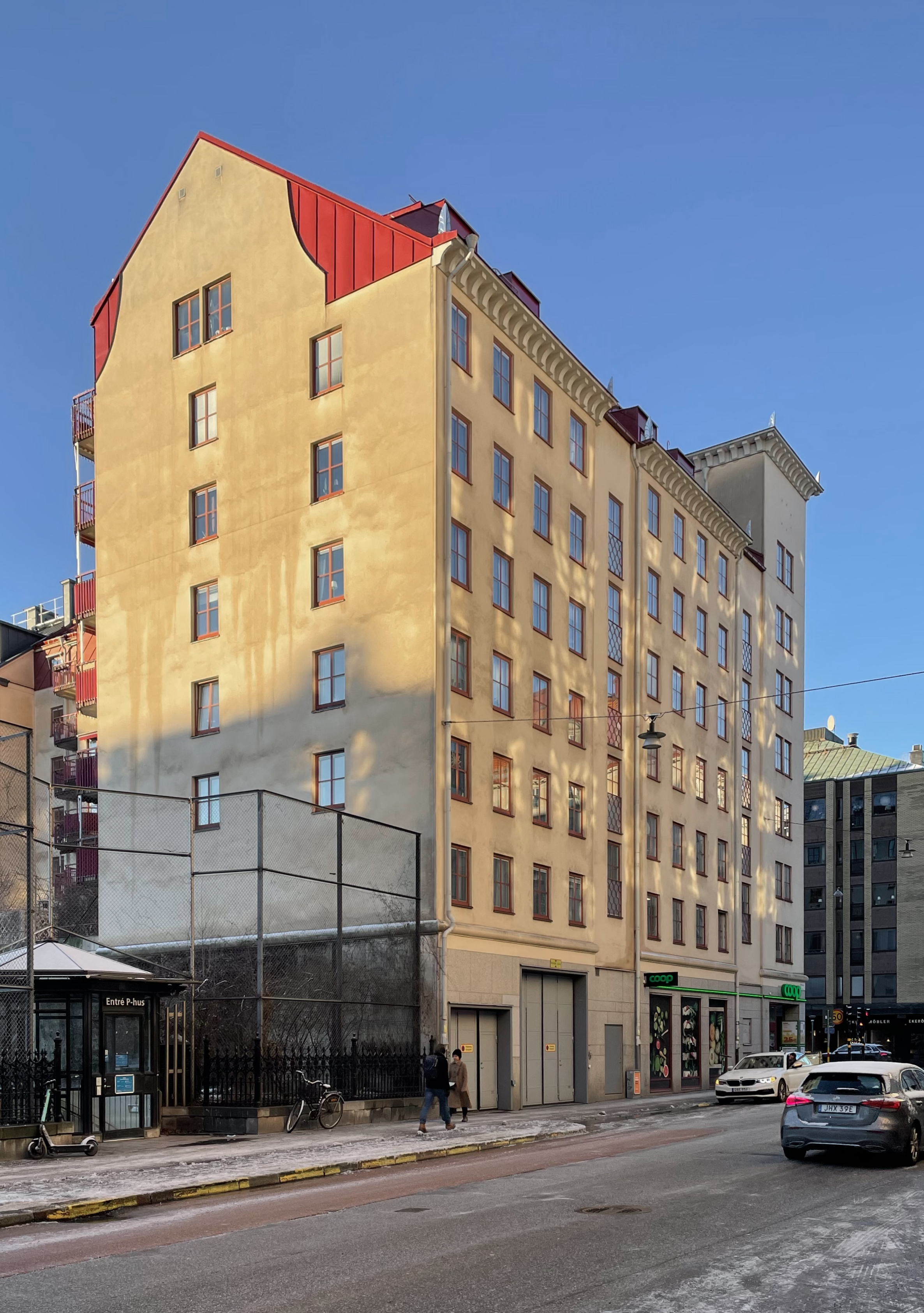
Roslagen 4, Roslagsgatan 8
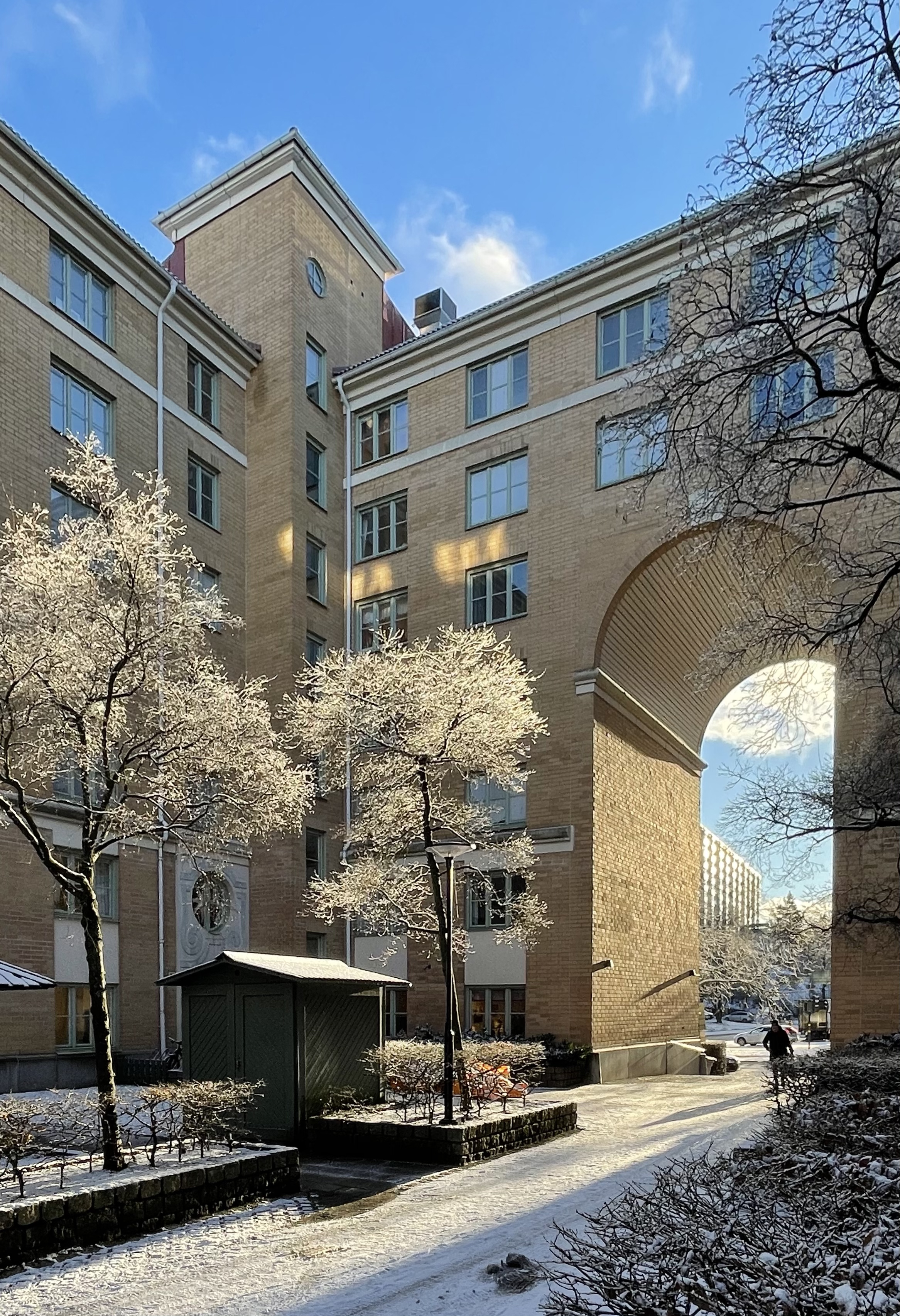
Taffelberget 8, Rålambsvägen 8
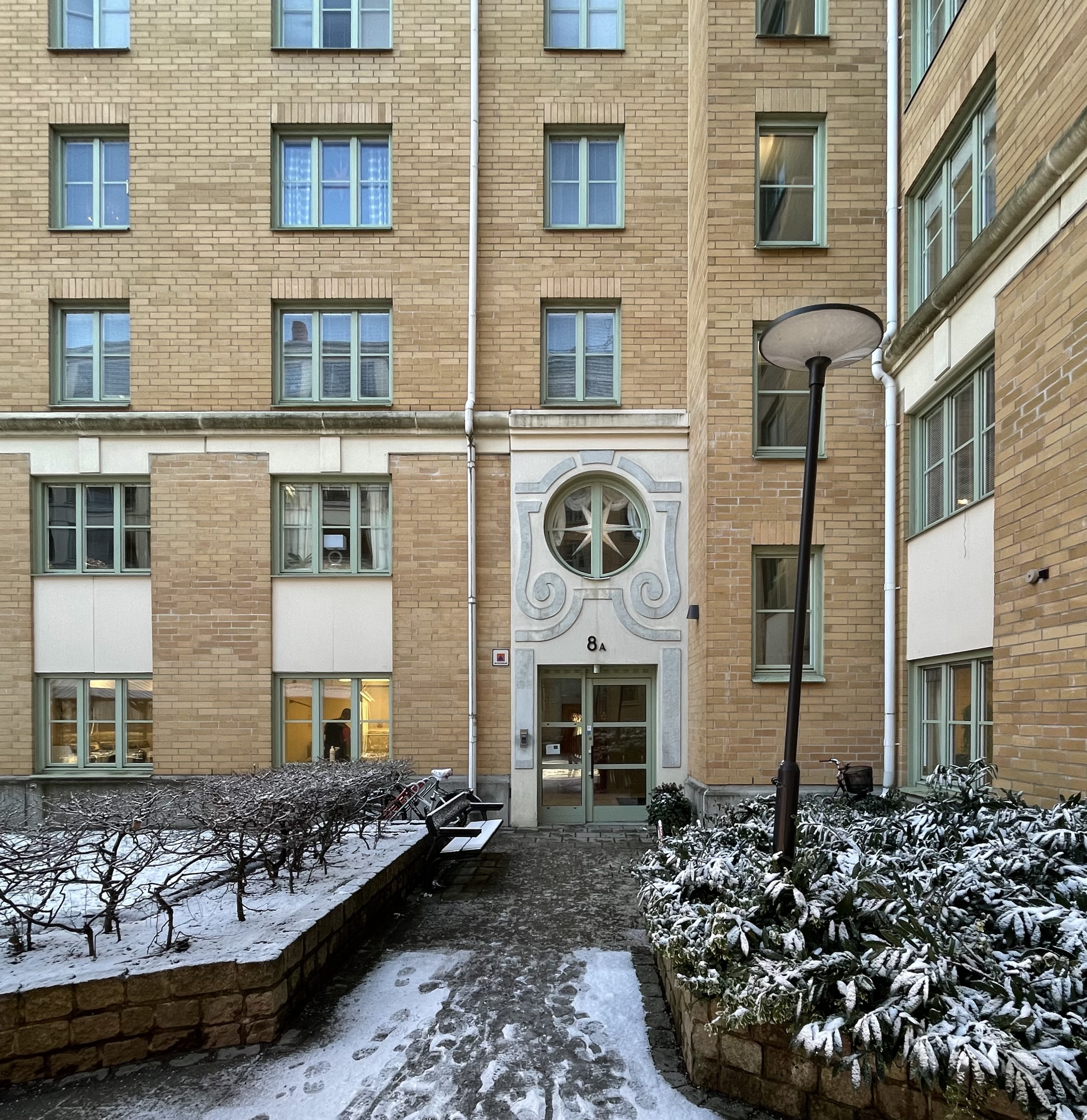
Taffelberget 8, Rålambsvägen 8
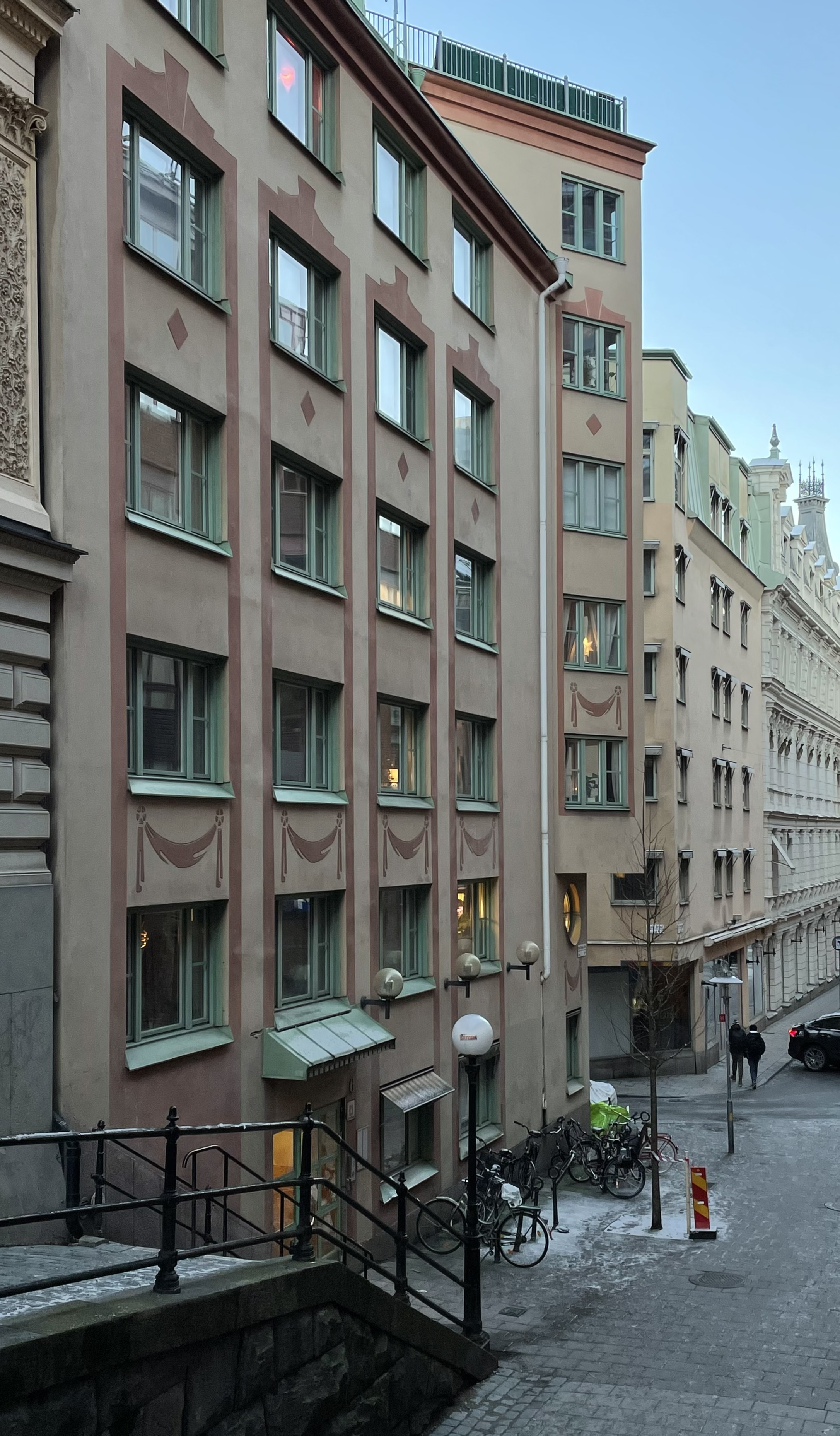
Vätan 21, David bagares gata 6
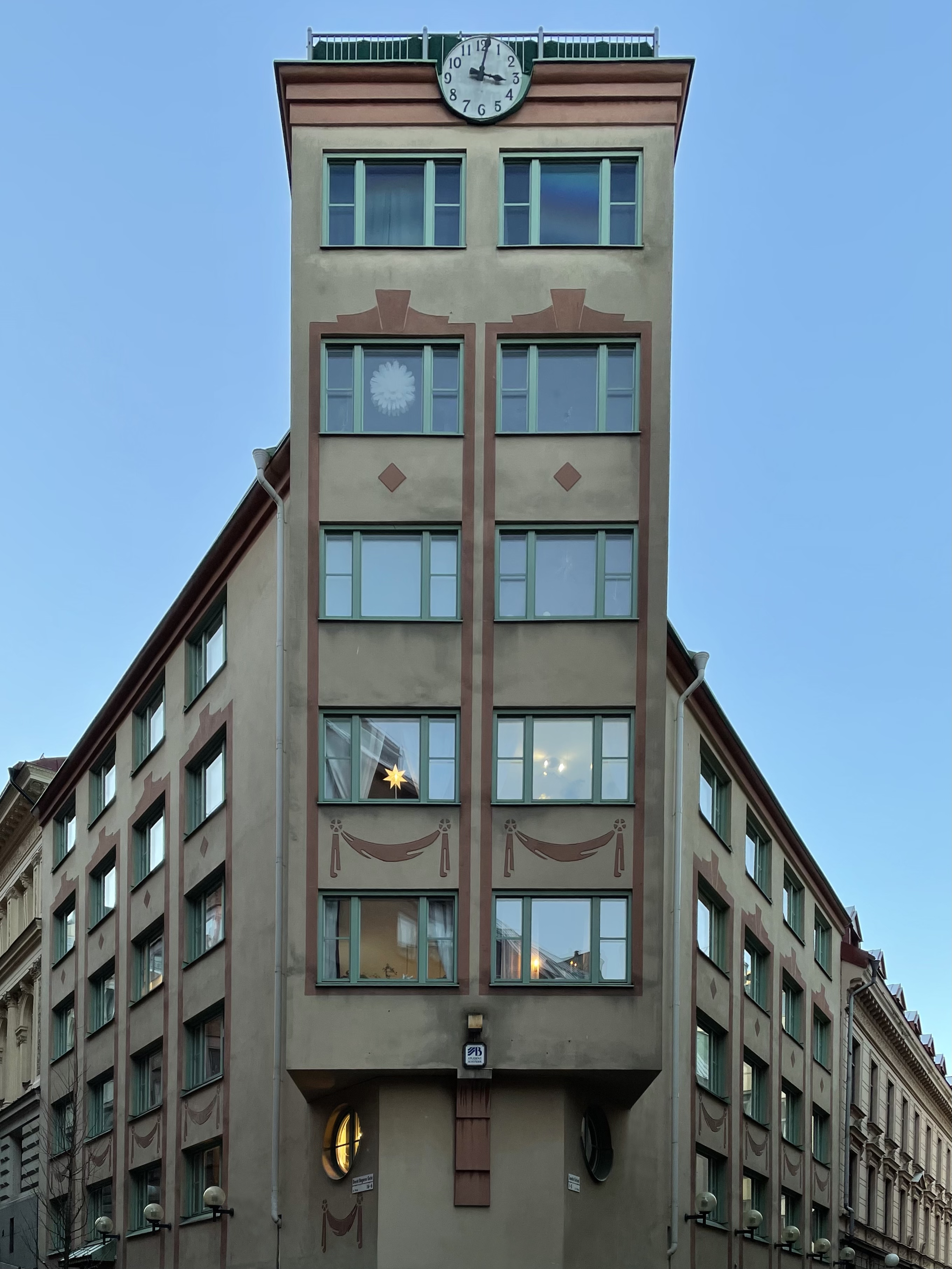
Vätan 21, David bagares gata 6